# Història del transport

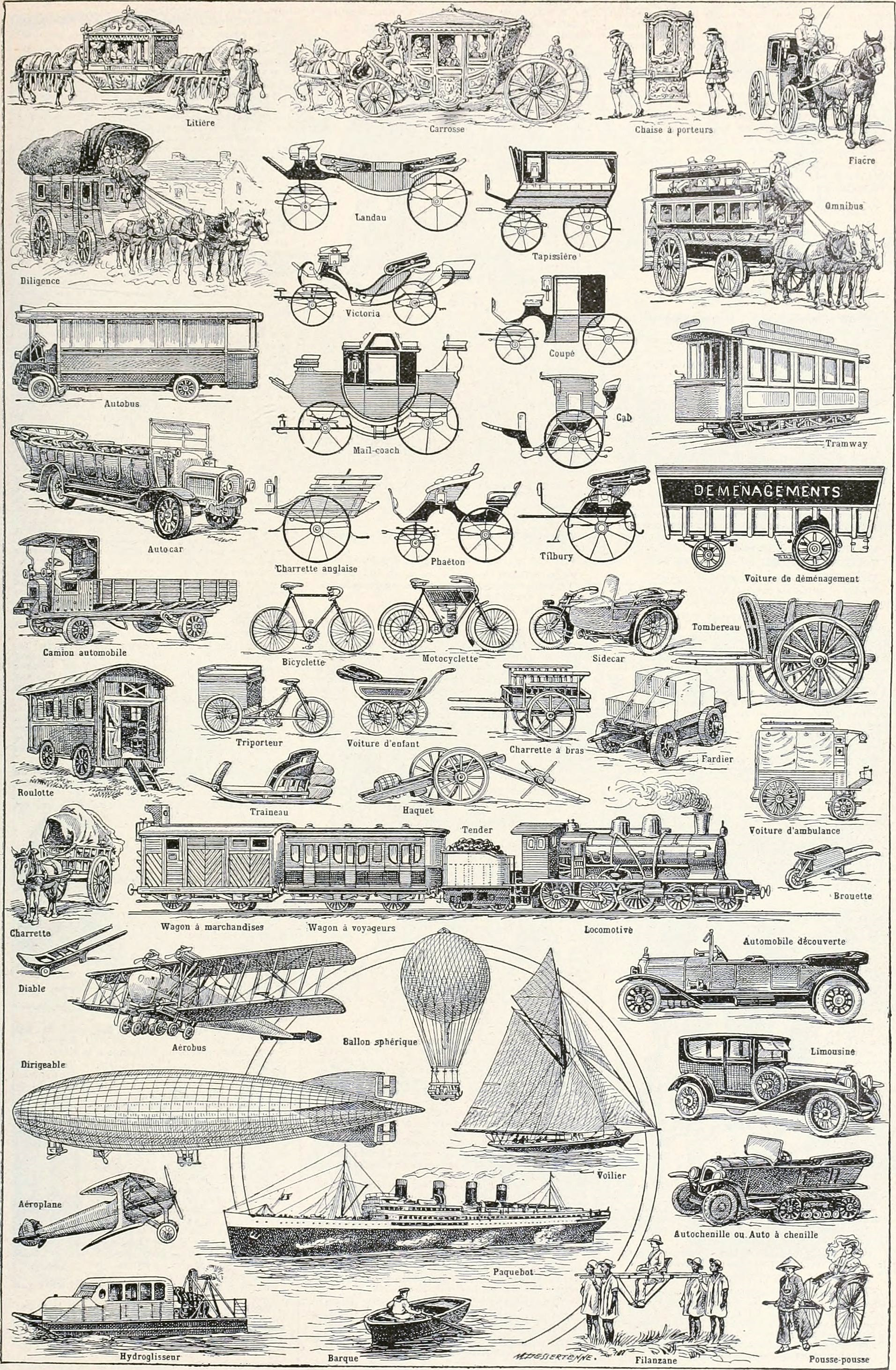
Mitjans de transport, en una il·lustració del 1922.

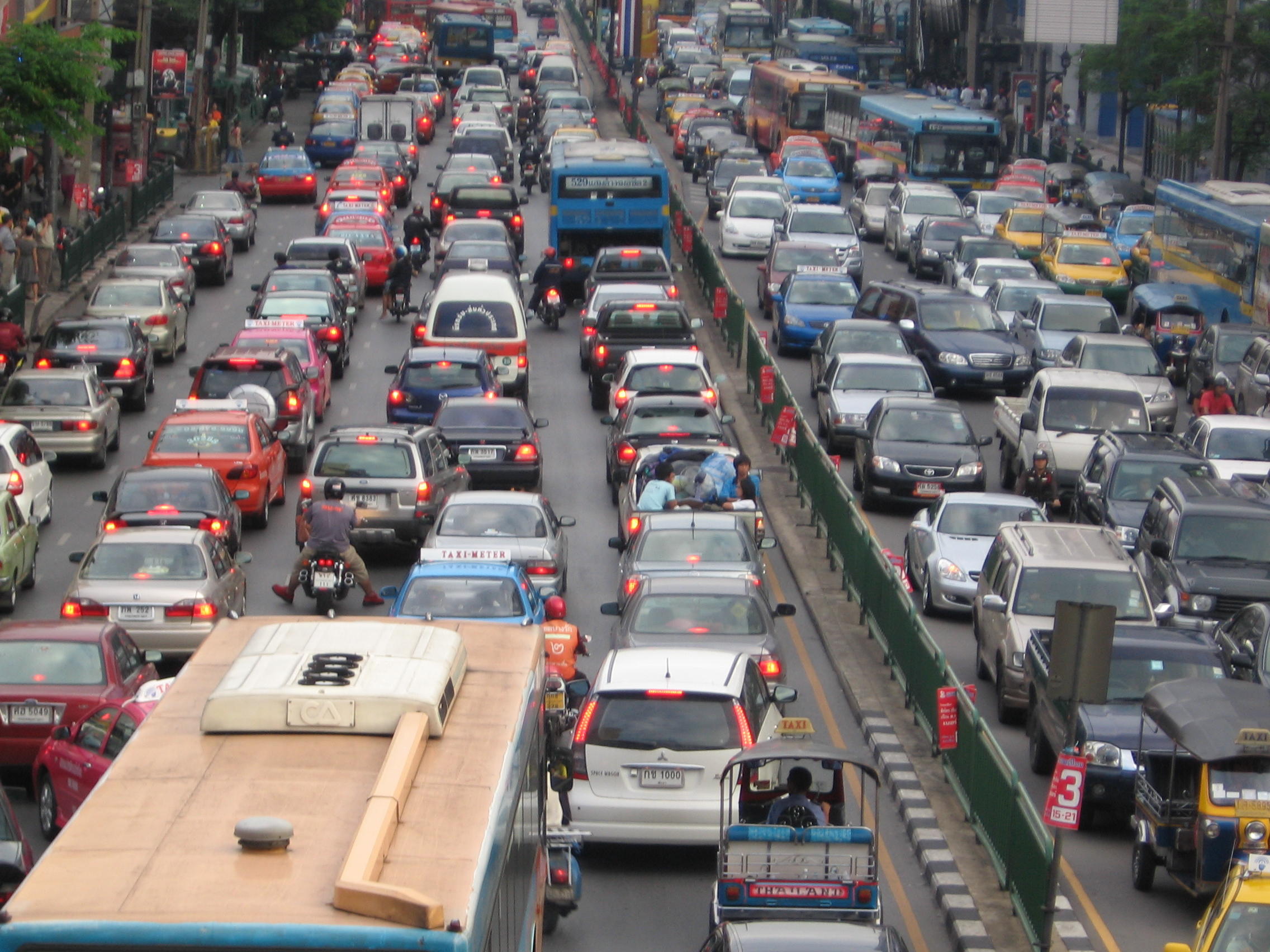
Un carrer concorregut ple de vehicles a Bangkok. A mesura que la població de la Terra augmenti, també es fa pressió sobre el transport

La història del transport ha evolucionat amb el desenvolupament de la cultura humana. Els llargs camins a peu desenvolupats com les rutes comercials en l'època del Paleolític. Durant la major part de la història humana les úniques formes de transport, a part del carrer van ser l'ús d'animals domèstics o de transport en petites embarcacions.

## Transport per carretera
Les primeres pistes de terra van ser creades pels éssers humans que transportaven mercaderies i eren seguits sovint per senders. Els camins poden ser creats de manera natural en els punts d'alta densitat de trànsit. Fins que els animals van ser domesticats, cavalls, bous i ases es van convertir en un element en la creació de camins. Amb el creixement del comerç, els camins han estat sovint arrasades o ampliades per acomodar el trànsit d'animals. Més tard, es va desenvolupar el travois, un marc utilitzat per arrossegar càrregues Els vehicles de tracció animal amb rodes probablement es van desenvolupar a Sumer en l'Antic Orient Pròxim en el 4t o 5è mil·lenni aC i difós a Europa i l'Índia en el 4t mil·lenni A.C i a la Xina al voltant de l'any 1200 aC Els romans tenien una necessitat significativa de bons camins per estendre i mantenir el seu imperi i van desenvolupar les vies romanes.
En la Revolució Industrial, en John Loudon McAdam (1756–1836) va dissenyar les primeres carreteres modernes, que utilitzaven materials de baix cost per pavimentar els sòls amb pedra adherida (macadam), amb la superfície principal més elevada per fer que l'aigua es dreni a les bandes. Amb el desenvolupament del transport motoritzat hi va haver un augment de la necessitat de carreteres superficialment més dures reduint els camins de terra, ja que normalment generaven molta pols tant en carreteres urbanes com rurals, originalment amb la utilització de còdols i pavimentació de fusta en les principals ciutats de l'oest americà. En els primers anys del segle XX es va començar a utilitzar el macadam amb quitrà (tarmac), com també el paviment de formigó es va estendre cap a les vies rurals.
La història moderna del transport per carretera també implica el desenvolupament de nous vehicles, com ara nous models de vehicles arrossegats per cavalls, bicicletes, cotxes amb motor, camions amb motor i vehicles elèctrics.

## Transport naval
Els vaixells primitius de l'Edat de Pedra es va crear per permetre la navegació i la pesca en els rius i la costa. S'ha argumentat que els vaixells adequats per a una travessia marítima significativa va ser necessària per a la gent que va arribar a Austràlia fa estimadament entre 40.000-45.000 anys. Amb el desenvolupament de la civilització, s'han anat desenvolupant vaixells més grans tant per al comerç com la guerra. Al Mediterrani, les gal·leres van ser creades al voltant de l'any 3000 aC Les gal·leres es van quedar finalment obsoletes pels velers d'alta mar, com la caravel·la àrab del segle xiii, el vaixell del tresor xinès a principis del segle xv, i el man-of-war mediterrani a finals de segle. En la Revolució Industrial, es va desenvolupar el primer vaixell de vapor i posteriorment els diesel. Eventualment es van crear els submarins principalment per a fins militars.
Mentrestant, les embarcacions especialitzades s'han desenvolupat per al transport fluvial i de canals. Els canals van ser creats a la Mesopotàmia al voltant de l'any 4000 aC La Civilització de la vall de l'Indus al Pakistan i el Nord de l'Índia (al voltant del 2600 aC) tenia el primer sistema de canals de regadiu del món.
El canal més llarg dels temps antics va ser la Gran Canal de la Xina. Té una llargada de 1794 km i va ser construït per portar l'Emperador Yang Guang entre Pequín i Hangzhou. El projecte va començar l'any 605, tot i les seccions més antigues del canal podien existir des de l'any 486 aC Els canals van ser també construïts en l'Edat medieval a Europa; a Venècia i els Països Baixos. Pierre-Paul Riquet va començar a organitzar la construcció del Canal du Midi a França de 240 km de llarg el 1665 i es va inaugurar el 1681. En la Revolució Industrial, els canals de terra endins d'Anglaterra i posteriorment als Estats Units abans del desenvolupament del ferrocarril. S'han desenvolupat també embarcacions especialitzades per la pesca i més tard per a la caça de balenes.
La història naval també tracta el desenvolupament de la navegació, l'oceanografia, la cartografia i la hidrografia.

## Transport ferroviari
La història del transport ferroviari es remunta a gairebé 500 anys, i inclou sistemes d'arrossegament humà o animal en vies de fusta (o ocasionalment de pedra). Això era en general per moure carbó des de la mina fins al riu, des d'on es podia continuar amb un vaixell, que tenia acoblat una roda on rodava per un carril. L'ús del ferro colat en les vies va començar en la dècada de 1760, i continuat per sistemes (plateways) on la brida era part del carril. No obstant això, amb la introducció de vies de ferro forjat, aquestes es van convertir en obsoletes.
Els sistemes de transport per ferrocarril moderns van aparèixer per primera vegada a Anglaterra en la dècada de 1820. Aquests sistemes, que van fer ús del tren de vapor, van ser la primera forma pràctica de transport terrestre mecanitzat, i seguiria sent la principal forma de transport terrestre mecanitzat per als propers 100 anys.
A més a més, la història del transport ferroviari inclou la història del metro i podria afegir-se també la història del monorail.

## Aviació
El desig de la humanitat de volar passa probablement en l'observació de les aus, que s'il·lustra en les llegendes de Dèdal i Ícar en la mitologia grega, i el Vimana de la mitologia índia. Gran part del focus en la investigació inicial no va ser la imitació de les aus, sinó a través de l'assaig i error amb globus, dirigibles, planejadors i, finalment, avions amb ales fixes com també es van inventar altres tipus de màquines voladores.
Els estels van ser els primers objectes artificials que volaven, i els primers registres suggereixen que els estels van aparèixer al voltant de l'any 200 aC a la Xina. El somni de volar per Leonardo da Vinci va trobar la seva expressió en diversos dissenys, però no va intentar demostrar el vol literalment construint.
Durant el segle xvii i xviii, quan els científics van començar a analitzar l'atmosfera terrestre, com també els seus gasos, com ara l'hidrogen, es va descobrir que al seu torn va conduir a la invenció del globus d'hidrogen. Van aparèixer diverses teories de mecànica pels físics durant el mateix període—generalment dinàmica de fluids i les lleis de Newton—va portar a la fundació de la moderna aerodinàmica. Es van utilitzar globus plens d'aire calent en la primera meitat del segle xix i va tenir una ús considerable en diverses guerres de mitjans de segle, especialment la Guerra Civil dels Estats Units, on els globus proveïen d'observació durant el Setge de Petersburg.

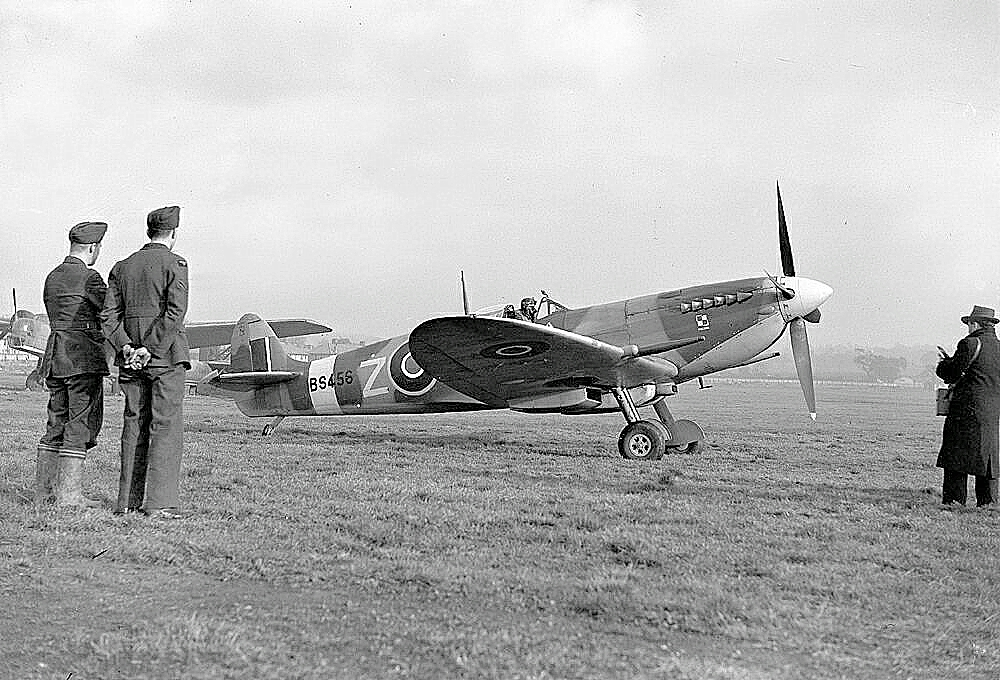
Spitfire Mark IXc, Northolt, el 1943.

A part d'algunes referències disperses en els registres antics i medievals, en falta d'evidència i interpretació, el primer vol humà clarament verificable va tenir lloc a París el 1783, quan Jean-François Pilâtre de Rozier i François Laurent d'Arlandes van volar 8 km en un montgolfier inventat pels germans Montgolfier. Els germans Wright van fer el primer aparell sostingut, controlat, alimentat i més pesat que l'aire volant el 17 de desembre de 1903, en el seu avió revolucionari, el Wright Flyer.
Amb la Segona Guerra Mundial es va registrar un augment dràstic en el ritme de desenvolupament i producció d'aeronaus. Tots els països involucrats en la guerra van intensificar el desenvolupament i la producció d'aeronaus dotades amb sistemes d'armes de foc, com el bombarder de llarg abast en primer lloc.
Quan va acabar la guerra, l'aviació comercial va créixer ràpidament, es va utilitzar la majoria d'aeronaus militars en el transport a les persones i càrrega. Aquest creixement es va veure accelerat per la saturació dels bombarders pesats i súper pesats, com el B-29 i el Lancaster que podrien ser convertits en avions comercials. El primer avió de passatgers comercial a volar va ser el British De Havilland Comet. Això va marcar l'inici del l'era del jet, un període de viatges internacionals relativament ràpid i barat.
Al començament del segle xxi, l'aviació subsònica militar es va centrar en l'eliminació del pilot en favor dels vehicles operats per complet a control remot o autònoms. S'han desenvolupat diversos vehicles aeris no tripulats o UAV. L'abril de 2001 l'avió no tripulat Global Hawk va volar des d'Edwards AFB als EUA a Austràlia sense aturar-se ni carregar combustible. Aquest és el trajecte més llarg de vol de punt a punt mai emprès per un avió no tripulat, i va trigar 23 hores i 23 minuts. L'octubre de 2003, es va realitzar el primer vol totalment autònom a través de l'Atlàntic per un model d'avió controlat per ordinador. A causa dels grans trastorns en el transport aeri en el segle xxi van provocar el tancament de l'espai aeri dels EUA arran dels atemptats de l'11 de setembre de 2001, i el tancament de l'espai aeri del nord d'Europa després de les erupcions de l'Eyjafjalla del 2010.

## Vol espacial
El somni realista del vol espacial ve de Konstantín Tsiolkovski, tot i que Tsiolkovski va escriure en rus, i això no va ser molt influent fora de Rússia. El vol espacial va esdevenir una possibilitat en l'enginyeria amb el treball de la publicació de Robert H. Goddard el 1919 sobre 'A Method of Reaching Extreme Altitudes'; on la seva aplicació de tovera De Laval a coets de combustible líquid va donar el poder suficient perquè els viatges interplanetaris es fessin possibles. Aquest treball va ser molt influent per a Hermann Oberth i Wernher von Braun, més tard els actuadors clau en els vols espacials.
El primer vol espacial tripulat es va aconseguir amb la missió Vostok 1 del programa espacial soviètic el 1961. Els arquitectes de principals de la missió van ser Serguei Koroliov i Kerim Kerimov, sent Iuri Gagarin el primer astronauta. Kerimov més tard va passar a llançar el primer moll espacial (el Kosmos 186 i Kosmos 188) el 1967 i la primera estació espacial (la sèrie Saliut i Mir) entre el 1971 i el 1991. El primer vol espacial a la lluna es va aconseguir amb la missió Apollo 11 de la NASA el 1969, amb Neil Armstrong i Buzz Aldrin sent els primers astronautes a la Lluna. La història del transport és en gran manera de la innovació tecnològica. Els avenços tecnològics han permès a la gent a viatjar més lluny, explorar més territori, i ampliar la seva influència sobre àrees cada vegada més grans. Fins i tot en els temps antics, les noves eines, com ara protectors dels peus, esquís o raquetes de neu allargaven les distàncies que podien ser recorreguts. Com els nous invents i descobriments es van aplicar als problemes de transport, els temps de viatge s'han disminuït, mentre que la capacitat de moure càrregues més i més grans va augmentar. La innovació continua avui en dia, i els investigadors de la tecnologia del transport estan treballant per trobar noves maneres de reduir costos i augmentar l'eficiència del transport.